# Anchonieae
Anchonieae es una tribu de plantas pertenecientes a la familia Brassicaceae. El género tipo es: Anchonium DC.

## Géneros
- Anchonium DC.
- Eremoblastus Botsch.
- Iskandera N. Busch
- Lonchophora Durieu = Matthiola W. T. Aiton
- Mathiola W. T. Aiton = Matthiola W. T. Aiton
- Mathiolaria Chevall. = Matthiola W. T. Aiton
- Matthiola W. T. Aiton
- Micrantha F. Dvořák
- Microstigma Trautv.
- Oreoloma Botsch. = Sterigmostemum M. Bieb.
- Petiniotia J. Léonard =~ Sterigmostemum M. Bieb.
- Pirazzia Chiov. = Matthiola W. T. Aiton
- Sterigmostemum M. Bieb.
- Synstemon Botsch.
- Synstemonanthus Botsch. = Synstemon Botsch.
- Zerdana Boiss.